# Crème de fruit

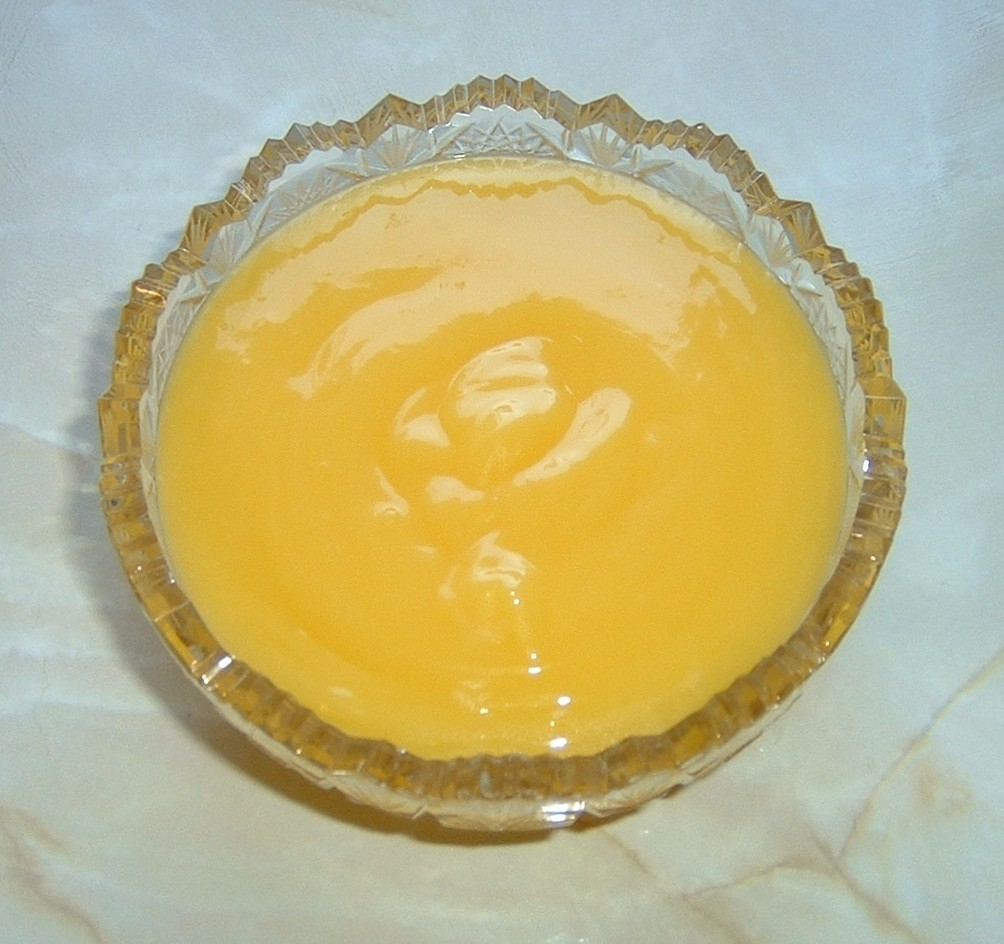
Une crème de citron (lemon curd) faite maison.

Une crème de fruit (en anglais, on parle de fruit curd) est une pâte à tartiner ou une garniture pour desserts, généralement au citron, au citron vert, à l'orange ou aux framboises.
Les ingrédients de base sont des jaunes d’œufs battus, du sucre, des jus de fruit et leurs zestes, qui sont cuits doucement ensemble jusqu'à épaississement, puis laissés à refroidir pour former une pâte douce, lisse et très parfumée. Certaines recettes incluent également les blancs d’œufs ou du beurre.
À la fin du XIXe siècle et au début du XXe siècle, les crèmes au citron (lemon curds) faites maison étaient traditionnellement servies avec du pain ou des scones avec le thé pour le goûter, en tant qu'alternative aux confitures, et également comme garniture pour les gâteaux, pâtisseries et tartes. Elles étaient généralement préparées en petites quantités car elles ne se conservent pas aussi bien que les confitures, mais cette difficulté est partiellement levée par l'usage de la réfrigération domestique. Les crèmes industrielles contiennent des agents conservateurs et épaississants.
Les crèmes commerciales sont encore actuellement consommées avec du pain, des scones, des toasts ou des muffins. Elles peuvent aussi être utilisées pour donner du goût aux desserts ou aux yaourts. Les tartes au citron, garnies de lemon curd et surmontées de meringue, sont un des desserts favoris des Britanniques et des Américains depuis le XIXe siècle.

## Galerie

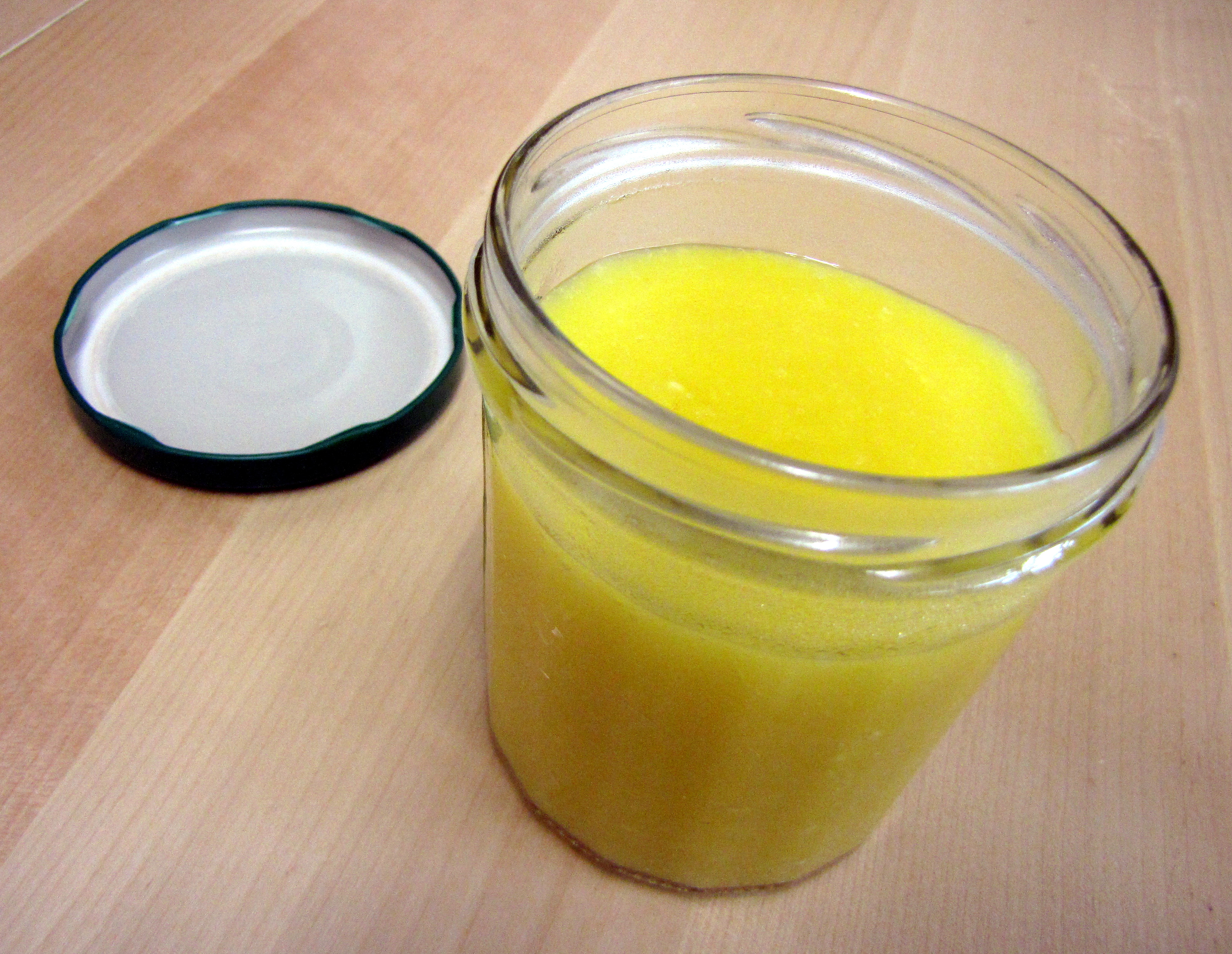
Crème de citron
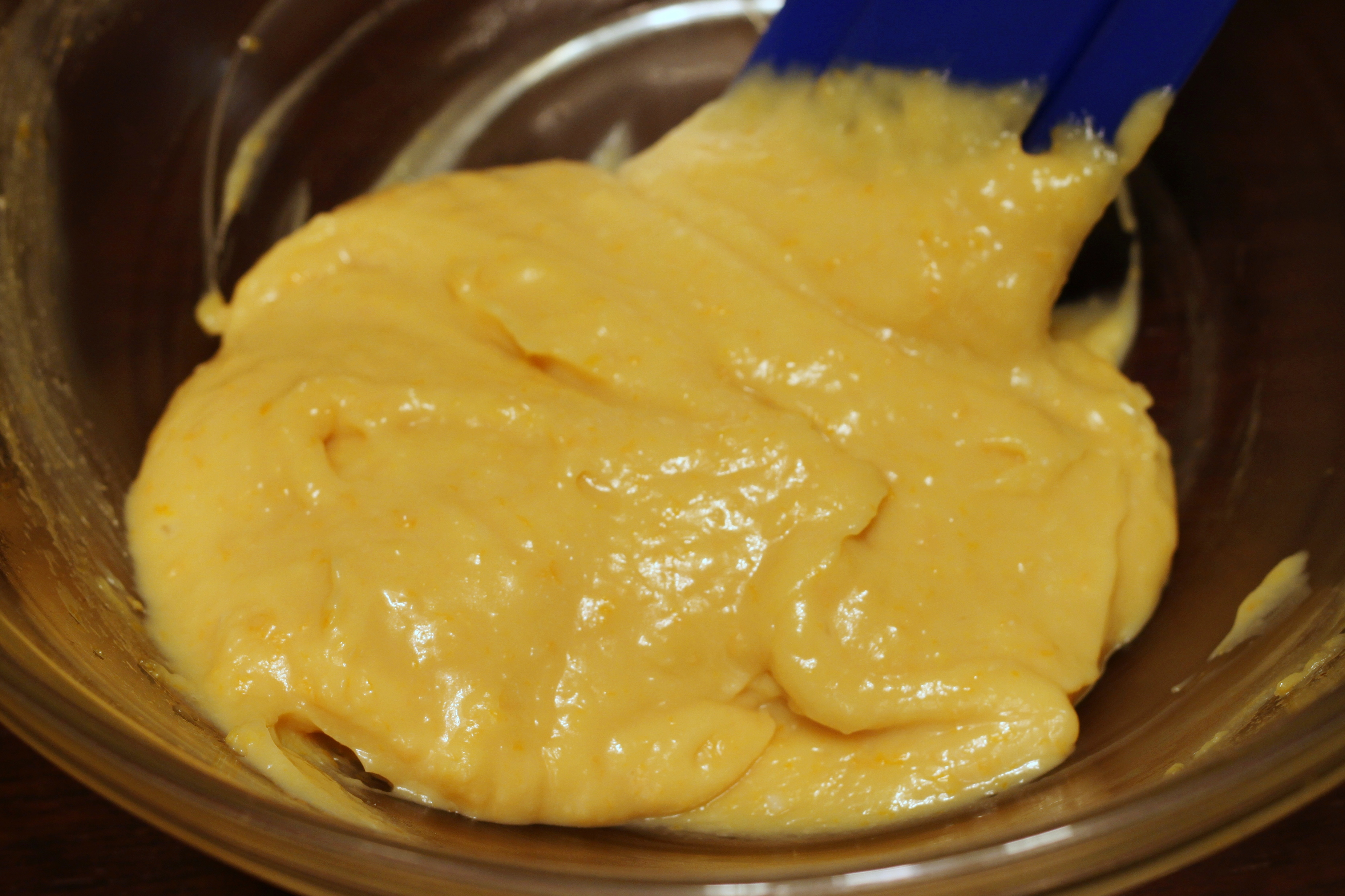
Crème d'orange